# 橿原市立こども科学館
橿原市立こども科学館（かしはらしりつこどもかがくかん）は、奈良県橿原市にある科学館である。かしはら万葉ホールの地下1階にある。

## 沿革
- 1996年7月2日 - 開館。
- 2002年3月3日 - リニューアルオープン[1]。
- 2019年6月19日 - 累計入場者数100万人達成[2]。

## 施設
- 力のはたらきゾーン
- 電気と磁石のはたらきゾーン
- ニュートンひろば
- 光と音の性質ゾーン
- 実験工房
- 宇宙への旅立ちゾーン
- スペースシップシミュレーター
- 空気ロケット
- くらしの環境ゾーン
- シアタールーム
- フーコーの振り子

振子質量35kg、直径20cm、ワイヤー長12.9m。
- グラフィック

## 利用
- 休館日

毎週月曜日（月曜祝日の場合はその翌平日）、年末年始

## 外部サイト
- 橿原市立こども科学館 公式